# Alexander Morten
Alexander Morten, noto anche come Alec Morten (Londra, 15 novembre 1831 – Earls Court, 24 febbraio 1900), è stato un calciatore inglese, di ruolo portiere, che ha capitanato la Nazionale inglese nel suo secondo incontro internazionale riconosciuto, nella partita contro la Scozia.

## Carriera
È stato un agente di cambio alla borsa di Londra.
È il calciatore nato prima tra quelli conosciuti internazionalmente e il più esperto a giocare per l'Inghilterra, l'8 marzo 1873 contro la Scozia (4-2), a 41 anni e 113 giorni. In seguito quest'ultimo record fu battuto da Stanley Matthews che il 15 maggio 1957 scese in campo per la Nazionale inglese all'età di 42 anni e 103 giorni.
Nonostante non abbia parenti scozzesi, Morten aveva rappresentato la Scozia in un incontro internazionale non riconosciuto del 1870, proprio contro l'Inghilterra. Il segretario della FA Charles Alcock lo mette tra i titolari del primo incontro internazionale riconosciuto, ovvero Scozia-Inghilterra del 1872 ma Morten s'infortuna, venendo sostituito da Robert Barker in porta.
Nei primi anni settanta del 1800 era considerato come uno dei portieri più forti: nel Football Annual del 1873 è descritto come "Toujours prêt è il suo motto quando è tra i pali, posizione nella quale è senza rivali, non perde mai la testa, anche nelle circostanze più pericolose."
Durante la sua carriera ha vestito le maglie di No Names Club, Crystal Palace e Wanderers, pur non facendo parte della rosa che vinse la FA Cup nel 1872. Con i Wanderers, Morten è titolare e gioca diversi incontri, saltando la finale di FA Cup 1872, dove è sostituito da Reginald de Courtenay Welch, che giocava abitualmente come difensore. Ritiratosi alla fine del 1874, il suo posto nei Wanderers venne preso da William Dallas Ochterlony Greig.
Ha rappresentato anche il Middlesex, entrando nel consiglio della FA nel 1874-1875, e apparendo a volte come "umpire", il precursore dell'arbitro odierno.
Muore a Londra nel 1900 ed è sepolto nel cimitero di Kensal Green.

## Palmarès

### Club

#### Competizioni nazionali
- Coppa d'Inghilterra: 2

Wanderers: 1871-1872, 1872-1873